# هرتسليا بيتوح
هِرْتْسِلِيَا بيتِوَّاخ (بالعبرية: הֶרְצֵלִיָּה פִּיתּוּחַ، بمعنى هرتسليا المتطورة) هو حي للأثرياء على شاطئ البحر الأبيض المتوسط في الجزء الغربي من مدينة هرتسليا في منطقة تل أبيب في إسرائيل. يبلغ عدد سكانه حوالي 10,000 نسمة. ويُعد موطنًا لكثيرٍ من أثرياء إسرائيل، ويُعرف بفنادقه ومطاعمه وصناعة التكنولوجيا المتقدمة، وفيهِ أكبر مرسى في إسرائيل. يُعتبر هذا الحي واحدًا من أرقى أحياء إسرائيل.
مُعظم المباني السكنية في هرتسليا بيتوح هي فيلات بالرغم من أن هُناك أيضًا شُققًا فاخرة. يقع شارع غَلِي تْخِيلِتْ (بالعبرية: גַּלִּי תְּכֵלֶת، بمعنى موجات لازْوَرْدية) على مُنحدرٍ مُتاخِمٍ للشاطئ في الجزء الشمالي الغربي من الحي، ويُصنف على أنه أغلى شارع في إسرائيل، ويسكنه العديد من السفراء الأجانب. يوجد العديد من الفنادق على الشاطئ، كما يوجد مركز هرتسليا الطبي. وإلى الجنوب يوجد المرسى البحري الذي يغطي مساحة 500 دونم (0.5 كم²)، ويضم مركز أرينا للتسوق ومجموعة متنوعة من المطاعم المطلة على البحر.
في الجزء الجنوبي الشرقي من هرتسليا بيتوح توجد المنطقة الصناعية. كانت في الأصل عبارة عن مصانع، لكنها الآن تعتبر مركزًا رئيسيًا للتكنولوجيا المتقدمة. كما تضم المنطقة العديد من المطاعم والمناطق التجارية والسفارات.